# Microscelida
Microscelida là một chi bọ cánh cứng trong họ Chrysomelidae.
Chi này được miêu tả khoa học năm 1998 bởi Clark.

## Các loài
Các loài trong chi này gồm:
- Microscelida alutacea Clark, 1998
- Microscelida foveicollis Clark, 1998
- Microscelida moweri Clark, 1998
- Microscelida viridipennis Clark, 1998
- Microscelida wellsi Clark, 1998
- Microscelida whitingi Clark, 1998
- Microscelida wilcoxi Clark, 1998